# Holsteinien
| Indeling van het Pleistoceen                                                                                             | Indeling van het Pleistoceen | Indeling van het Pleistoceen | Indeling van het Pleistoceen | Indeling van het Pleistoceen | Indeling van het Pleistoceen |
| Internationaal | Internationaal               | Internationaal               | Noordwest-Europa             | Noordwest-Europa             | Noordwest-Europa             |
| Serie | Subserie                     | Etage                        | Super-etage                  | Etage                        | Tijd (Ma)                    |
| --- | ---------------------------- | ---------------------------- | ---------------------------- | ---------------------------- | ---------------------------- |
| Holoceen | Vroeg                        | Greenlandien                 | Holoceen                     | Holoceen                     | jonger                       |
| Pleistoceen | Laat                         | (onbenoemd)                  | (onbenoemd)                  | Weichselien                  | 0,116 - 0,0117               |
| Pleistoceen | Laat                         | (onbenoemd)                  | (onbenoemd)                  | Eemien                       | 0,126 - 0,116                |
| Pleistoceen | Midden                       | Chibaien                     | (onbenoemd)                  | Saalien                      | 0,238 - 0,126                |
| Pleistoceen | Midden                       | Chibaien                     | (onbenoemd)                  | Oostermeer                   | 0,243 - 0,238                |
| Pleistoceen | Midden                       | Chibaien                     | (onbenoemd)                  | (onbenoemd)                  | 0,324 - 0,243                |
| Pleistoceen | Midden                       | Chibaien                     | (onbenoemd)                  | Belvédère                    | 0,338 - 0,324                |
| Pleistoceen | Midden                       | Chibaien                     | (onbenoemd)                  | (onbenoemd)                  | 0,386 - 0,338                |
| Pleistoceen | Midden                       | Chibaien                     | (onbenoemd)                  | Holsteinien                  | 0,418 - 0,386                |
| Pleistoceen | Midden                       | Chibaien                     | (onbenoemd)                  | Elsterien                    | 0,465 - 0,418                |
| Pleistoceen | Midden                       | Chibaien                     | Cromerien                    | diverse etages               | 0,850 - 0,465                |
| Pleistoceen | Vroeg                        | Calabrien                    | Cromerien                    | diverse etages               | 0,850 - 0,465                |
| Pleistoceen | Vroeg                        | Calabrien                    | Bavelien                     | diverse etages               | 1,07 - 0,85                  |
| Pleistoceen | Vroeg                        | Calabrien                    | Menapien                     | diverse etages               | 1,20 - 1,07                  |
| Pleistoceen | Vroeg                        | Calabrien                    | Waalien                      | diverse etages               | 1,45 - 1,20                  |
| Pleistoceen | Vroeg                        | Calabrien                    | Eburonien                    | diverse etages               | 1,80 - 1,45                  |
| Pleistoceen | Vroeg                        | Gelasien                     | Tiglien                      | diverse etages               | 2,40 - 1,80                  |
| Pleistoceen | Vroeg                        | Gelasien                     | Pretiglien                   | diverse etages               | 2,58 - 2,40                  |
| Plioceen |                              | Piacenzien                   | Reuverien                    |                              | ouder                        |
| Tabel 1 - Indeling van het Pleistoceen Blauwe vakken: Glaciaal of Stadiaal - Roze vakken: Interglaciaal of Interstadiaal |                              |                              |                              |                              |                              |

Het geologisch tijdvak Holsteinien (Vlaams: Holsteiniaan) is een etage van de serie Pleistoceen, die duurde van 418 tot 386 ka. Het Holsteinien is een interglaciaal dat volgt op het Elsterien glaciaal. Het gaat vooraf aan een onbenoemd glaciaal wat mogelijk overeenkomt met M.I.S. 10.

## Naamgeving
In het verleden werd deze periode het Needien genoemd. Deze naamgeving komt van de Needse Klei, die te vinden is in de Needse Berg. Vermoedelijk betreft dit afzettingen van meanderende rivieren in warme omstandigheden. Tegenwoordig wordt deze periode het Holsteinien genoemd, naar de Duitse deelstaat Sleeswijk-Holstein. In Groot-Brittannië wordt de etage van vergelijkbare ouderdom Hoxnian genoemd.

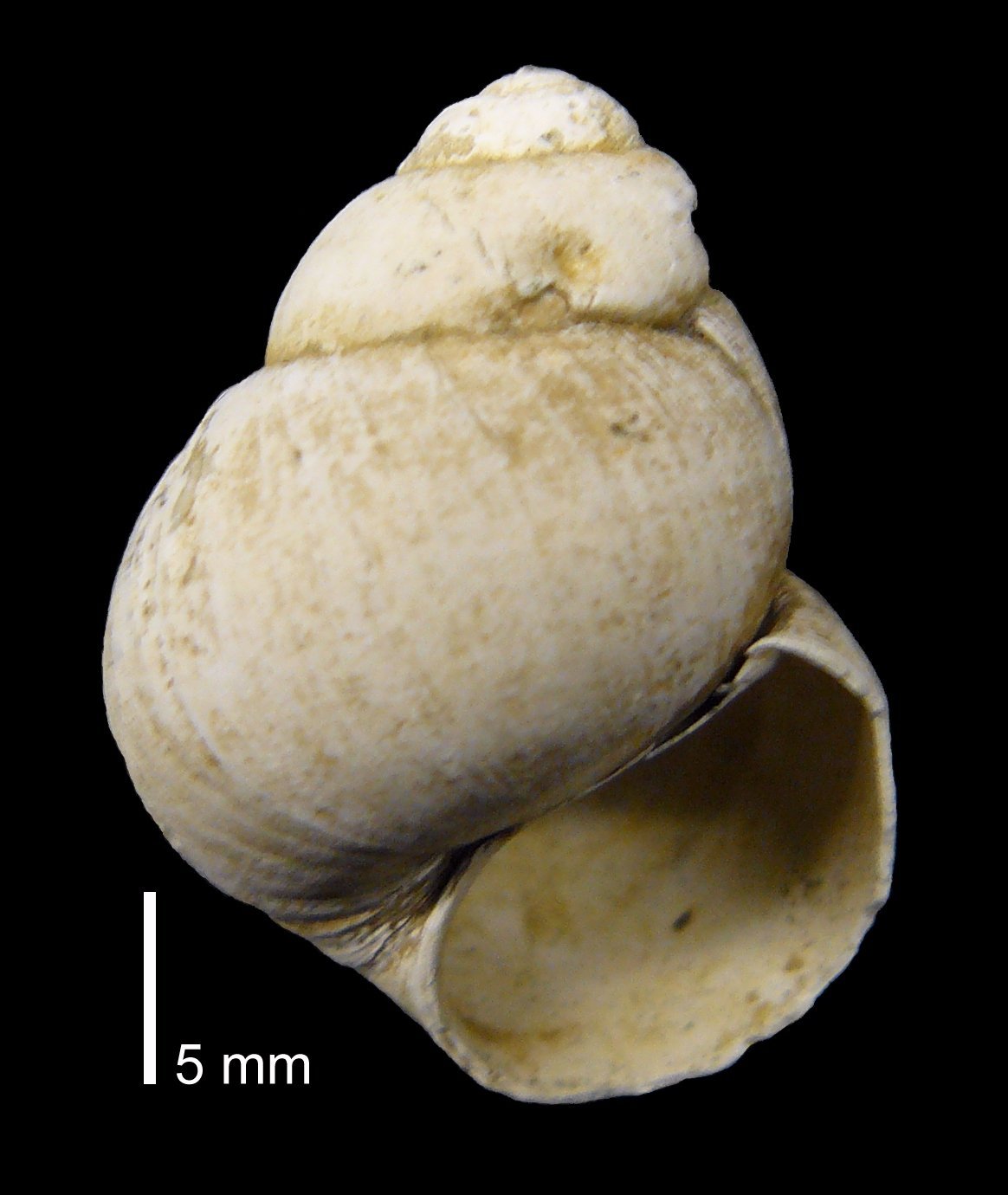
Viviparus diluvianus, een zoetwaterslakkensoort die direct na het Holsteinien uitsterft

## Correlatie
Over de exacte ouderdom van het Holsteinien en correlatie met de Marine Isotope Stages bestaat nog onzekerheid. Waarschijnlijk valt het Holsteinien te correleren met MIS 9 (301-334 ka), hoewel MIS 11 (427-364 ka) ook een mogelijke correlatie is.

## Klimaat
Tijdens het Holsteinien was het klimaat vrij warm en oceanisch, vermoedelijk was het Holsteinien zelfs het warmste interglaciaal van de afgelopen 400.000 jaar.

## Afzettingen in Nederland
Vanwege het warme klimaat lag de zeespiegel vrij hoog. De zee kon dan ook gemakkelijk de nog niet geheel opgevulde geulen uit het Elsterien in het noorden van Nederland binnendringen. De Rijn stroomde naar het noordwesten en mondde vermoedelijk ergens in Friesland in de zee uit. Vermoedelijk was de Rijn een meanderende rivier die naast zand ook veel klei afzette. Deze afzettingen worden tot de Formatie van Urk gerekend. Van deze afzettingen is echter relatief weinig bewaard gebleven vanwege grootschalige erosie in de volgende glacialen. Een zeldzaam restant van deze afzettingen is dan ook de Needse Klei in de Needse Berg.